# 雜色毛鼻鯰
雜色毛鼻鯰，為輻鰭魚綱鯰形目毛鼻鯰科的其中一種。分布於南美洲巴西舊金山河上游流域，體長可達4公分。

## 扩展阅读
維基物種上的相關：雜色毛鼻鯰